# شورک (اسماعیل‌آباد)
شورک، روستایی از توابع بخش مرکزی شهرستان خاش در استان سیستان و بلوچستان ایران است. بیشتر مردمان این روستا صوری زهی هستن و از شهرک توحید اباد امدن

## جمعیت
این روستا در دهستان اسماعیل‌آباد (خاش) قرار دارد و براساس سرشماری مرکز آمار ایران در سال ۱۳۹۵، جمعیت آن ۱۶۴ نفر (۴۵ خانوار) بوده‌است.